# Replay (jeu vidéo)
Ne doit pas être confondu avec Replay (roman) ou Replay (chanson).
 (mars 2018).
Si vous disposez d'ouvrages ou d'articles de référence ou si vous connaissez des sites web de qualité traitant du thème abordé ici, merci de compléter l'article en donnant les références utiles à sa vérifiabilité et en les liant à la section « Notes et références ».
Un replay (traduisible par « rediffusion ») est une forme de contenu généré par les utilisateurs à partir d'une session de jeu, principalement sur un jeu vidéo. Il s'agit d'un enregistrement d'une session de jeu, soit directement proposé par le système, soit réalisé par un système d'enregistrement externe. Il permet un visionnage de la session de jeu après la fin de celle-ci.
Les jeux vidéo qui proposent un système de visionnage des parties peuvent le faire dans un contexte de compétition, entre les joueurs ou contre l'intelligence artificielle, d'une recherche d'un meilleur score, d'une amélioration des performances ou dans un simple but artistique.
Il faut distinguer les enregistrements automatiques proposés par le système d'un enregistrement par un système externe, le premier cas pouvant impliquer un type de fichiers spécifiques à l'application, le second cas impliquant d'autres composants (logiciel ou matériel de capture vidéo).
Il est fréquent de trouver des systèmes automatisés de replay dans les jeux de simulations sportives et les jeux de stratégies.
Les communautés de joueurs sont connues pour la profusion de vidéos issues de sessions de jeux, que ce soit dans un but artistique, pour analyse, ou pour partager un exploit de joueur.

## Utilisations et intérêts
Le replay présente des utilisations variées selon les utilisateurs.
- amélioration des performances dans un cadre de compétition, avec analyse tactique
- tutoriel et présentation des mécanismes du jeu
- commentaire sur la partie dans le cadre d'une compétition retransmise en direct ou via des vidéos à la demande